# Liste der Monuments historiques in Joinville (Haute-Marne)
Die Liste der Monuments historiques in Joinville führt die Monuments historiques in der französischen Gemeinde Joinville auf.

## Liste der Immobilien
| Bezeichnung                    | Beschreibung | Standort                      | Kennzeichnung | Schutzstatus          | Datum          | Bild           |
| ------------------------------ | --- | ----------------------------- | ------------- | --------------------- | -------------- | -------------- |
| Château du Grand-Jardin        | Schloss, zwischen 1533 und 1546 erbaut; Landschaftspark mit Einfriedung, 19. Jahrhundert, Parterre im Stil des 16. Jahrhunderts rekonstruiert                                                                                            | 3–5 avenue de la Marne (Lage) | PA00079078    | Classé Inscrit Classé | 1925 1989 1991 | weitere Bilder |
| Hôtel Leclerc                  | Hôtel particulier, 16. Jahrhundert und 18. Jahrhundert; mit Innenausstattung | 14 rue de l’Auditoire (Lage)  | PA52000031    | Inscrit               | 2010           |                |
| Turm der Stadtbefestigung      | | 4 rue La-Fontaine (Lage)      | PA00079081    | Inscrit               | 1942           |                |
| Markthalle                     | offene Fachwerkhalle mit Saal im Obergeschoss, 1578 erbaut; 1956 abgebrochen | Place des Halles (Lage)       | PA00079080    | Inscrit               | 1924           |                |
| Le Poncelot                    | Brücke über einen Marne-Arm, 16. Jahrhundert | Rue du Poncelot (Lage)        | PA00079082    | Inscrit               | 1942           | weitere Bilder |
| Kirche Notre-Dame              | 1580 erbaut | Rue Notre-Dame (Lage)         | PA00079079    | Inscrit               | 1925           | weitere Bilder |
| Kapelle Ste-Anne               | vom Anfang des 16. Jahrhunderts | Rue de l’Egalité (Lage)       | PA00079077    | Classé                | 1909           | weitere Bilder |
| Kloster Notre-Dame-de-la-Pitié | 1555 als Benediktinerinnenkloster gegründet, nach Brand von 1756 wieder aufgebaut, 1792 aufgelöst; von 1842 bis 1975 Annuntiatinnenkloster (Kapelle von 1843/44), seit 2019 in Privatbesitz; mit Kapelle und Teilen der Innenausstattung | 22 avenue Irma-Masson (Lage)  | PA00132592    | Inscrit               | 1994           | weitere Bilder |

## Liste der Objekte
| Bezeichnung                                            | Beschreibung | Standort                            | Kennzeichnung | Schutzstatus | Datum          | Bild           |
| ------------------------------------------------------ | --- | ----------------------------------- | ------------- | ------------ | -------------- | -------------- |
| Skulptur Madonna mit Kind                              | Marmor, Anfang des 14. Jahrhunderts | in der Kirche Notre-Dame (Lage)     | PM52000566    | Classé       | 1901           |                |
| Gemälde Martyrium des heiligen Sebastian               | Ölfarbe auf Leinwand, 18. Jahrhundert | in der Kirche Notre-Dame (Lage)     | PM52000576    | Classé       | 1957           |                |
| Skulptur Heiliger Laurentius                           | Stein, Ende des 15. Jahrhunderts | in der Kirche Notre-Dame (Lage)     | PM52000579    | Classé       | 1961           |                |
| Taufbecken                                             | Stein, 17. Jahrhundert | in der Kirche Notre-Dame (Lage)     | PM52000583    | Classé       | 1961           | weitere Bilder |
| Sakristeischrank                                       | Holz, um 1500 | in der Kirche Notre-Dame (Lage)     | PM52000585    | Classé       | 1970           |                |
| Kanzel                                                 | Holz, 17. Jahrhundert | in der Kirche Notre-Dame (Lage)     | PM52000587    | Classé       | 1970           | weitere Bilder |
| Gemälde Kreuzigung                                     | Ölfarbe auf Leinwand, Ende des 16. Jahrhunderts | in der Kirche Notre-Dame (Lage)     | PM52000588    | Classé       | 1970           |                |
| Prozessionskreuz                                       | Bronze, versilbert, bezeichnet 1759 | in der Kirche Notre-Dame (Lage)     | PM52000592    | Classé       | 1970           |                |
| Arzneiflasche für E. vulneraire                        | Glas, 17. Jahrhundert | im Hôpital Sainte-Croix (Lage)      | PM52000613    | Classé       | 1975           |                |
| Aderlassschale (1)                                     | Zinn, 17. oder 18. Jahrhundert | im Hôpital Sainte-Croix (Lage)      | PM52000616    | Classé       | 1975           |                |
| 50 Krüge                                               | Zinn, 19. Jahrhundert | im Hôpital Sainte-Croix (Lage)      | PM52000621    | Classé       | 1975           |                |
| Pietà                                                  | Holz, farbig gefasst, 15. Jahrhundert | in der Kirche Notre-Dame (?) (Lage) | PM52000634    | Classé       | 1961           |                |
| Skulptur Heiliger Sebastian                            | Stein, farbig gefasst, 16. Jahrhundert | in der Kirche Notre-Dame (Lage)     | PM52001407    | Classé       | 1985           |                |
| Inventar der Krankenhausapotheke                       | Ensemble aus PM52001411 bis PM52001418 | im Hôpital Sainte-Croix (Lage)      | PM52000604    | Classé       | 1958           |                |
| 85 Arzneikannen                                        | Fayence, 18. Jahrhundert | im Hôpital Sainte-Croix (Lage)      | PM52001411    | Classé       | 1958           |                |
| 65 Arzneidosen                                         | Fayence, 18. Jahrhundert | im Hôpital Sainte-Croix (Lage)      | PM52001412    | Classé       | 1958           |                |
| Zehn Arzneidosen                                       | Fayence, 18. Jahrhundert | im Hôpital Sainte-Croix (Lage)      | PM52001413    | Classé       | 1958           |                |
| 53 Arzneidosen                                         | Fayence, Anfang des 19. Jahrhunderts | im Hôpital Sainte-Croix (Lage)      | PM52001414    | Classé       | 1958           |                |
| 22 Arzneiflaschen                                      | Fayence, 17. und 18. Jahrhundert | im Hôpital Sainte-Croix (Lage)      | PM52001415    | Classé       | 1958           |                |
| Alembik                                                | Kupfer, 18. oder 19. Jahrhundert | im Hôpital Sainte-Croix (Lage)      | PM52001416    | Classé       | 1958           |                |
| 19 pharmazeutische Gegenstände                         | Kupfer, 18. und 19. Jahrhundert | im Hôpital Sainte-Croix (Lage)      | PM52001417    | Classé       | 1958           |                |
| Verschiedene pharmazeutische Gegenstände               | Zinn, 18. und 19. Jahrhundert | im Hôpital Sainte-Croix (Lage)      | PM52001418    | Classé       | 1958           |                |
| Monstranz                                              | Metall, versilbert, bezeichnet 1787 | in der Kirche Notre-Dame (Lage)     | PM52000642    | Classé       | 1984           |                |
| Skulptur Heiliger Jakobus der Ältere                   | Holz, farbig gefasst und vergoldet, 16. Jahrhundert | in der Kirche Notre-Dame (Lage)     | PM52000574    | Classé       | 1911           |                |
| Schrein                                                | Holz, bemalt, um 1500; 1967 gestohlen | in der Kirche Notre-Dame (Lage)     | PM52000578    | Classé       | 1957           |                |
| Skulptur Heiliger Simon                                | Holz, Ende des 15. Jahrhunderts | in der Kirche Notre-Dame (Lage)     | PM52000580    | Classé       | 1961           |                |
| Gemälde Stiftung des Rosenkranzes                      | Ölfarbe auf Holz, 17. Jahrhundert | in der Kirche Notre-Dame (Lage)     | PM52000590    | Classé       | 1970           |                |
| Marienlebenfenster                                     | aus dem 16. Jahrhundert | in der Kapelle Ste-Anne (Lage)      | PM52000598    | Classé       | 1909           |                |
| Kirchenbank                                            | mit Kniebank; Holz, 15. Jahrhundert | in der Kapelle Ste-Anne (Lage)      | PM52000600    | Classé       | 1911           |                |
| Acht Teller                                            | Zinn, 18. Jahrhundert | im Hôpital Sainte-Croix (Lage)      | PM52000605    | Classé       | 1975           |                |
| Arzneiflasche für Eau de bourache                      | Glas, 17. Jahrhundert | im Hôpital Sainte-Croix (Lage)      | PM52000608    | Classé       | 1975           |                |
| Arzneiflasche für Eau de charbon béni                  | Glas, 17. Jahrhundert | im Hôpital Sainte-Croix (Lage)      | PM52000609    | Classé       | 1975           |                |
| Zwei Kannen                                            | Zinn, 17. oder 18. Jahrhundert | im Hôpital Sainte-Croix (Lage)      | PM52000619    | Classé       | 1975           |                |
| Gemälde Porträt von Claude de Lorraine, duc de Guise   | Ölfarbe auf Leinwand, zweite Hälfte des 16. Jahrhunderts | im Hôtel de Ville (Lage)            | PM52000627    | Classé       | 1957           |                |
| Gemälde Porträt von Antoinette de Bourbon              | Ölfarbe auf Holz, Mitte des 16. Jahrhunderts | im Hôtel de Ville (Lage)            | PM52000628    | Classé       | 1957           |                |
| Gemälde Enthauptung des Täufers                        | Ölfarbe auf Holz, 17. Jahrhundert | in der Kirche Notre-Dame (?) (Lage) | PM52000633    | Classé       | 1961           |                |
| Epitaph für eine Dame                                  | Stein, um 1626 | in der Kapelle Ste-Anne (Lage)      | PM52000638    | Classé       | 1984           |                |
| Orgel                                                  | Ensemble aus PM52000586, PM52000573 und PM52000593 | in der Kirche Notre-Dame (Lage)     | PM52001495    | Classé       | 1970 1911 1974 | weitere Bilder |
| Orgelprospekt                                          | um 1688 von Louis Le Bé für den Palast der Comtes de Champagne in Troyes gebaut und 1698 nach Joinville versetzt | in der Kirche Notre-Dame (Lage)     | PM52000586    | Classé       | 1970           | weitere Bilder |
| Orgelempore                                            | Holz, 15. oder frühes 16. Jahrhundert | in der Kirche Notre-Dame (Lage)     | PM52000573    | Classé       | 1911           | weitere Bilder |
| Instrumentalteil der Orgel                             | um 1688 von Louis Le Bé für den Palast der Comtes de Champagne in Troyes gebaut und 1698 nach Joinville versetzt; mehrere Umbauten im 18., 19. und 20. Jahrhundert, unter anderem durch Jacques Cochu und Jean-Baptiste Salmon | in der Kirche Notre-Dame (Lage)     | PM52000593    | Classé       | 1974           | weitere Bilder |
| Gemälde Madonna mit Kind                               | Ölfarbe auf Leinwand, 18. oder 19. Jahrhundert | im Hôpital Sainte-Croix (Lage)      | PM52001789    | Inscrit      | 1976           |                |
| Skulptur Sitzende Madonna mit Kind                     | Holz, farbig gefasst und vergoldet, 13. Jahrhundert | in der Kirche Notre-Dame (Lage)     | PM52000570    | Classé       | 1908           |                |
| Skulptur Heiliger Rochus                               | Stein, 15. Jahrhundert | in der Kirche Notre-Dame (Lage)     | PM52000571    | Classé       | 1908           |                |
| Skulptur Johannes der Täufer                           | Stein, 17. Jahrhundert | in der Kirche Notre-Dame (Lage)     | PM52000582    | Classé       | 1961           |                |
| Gemälde Jesus am Ölberg                                | Ölfarbe auf Holz, Ende des 16. Jahrhunderts | in der Kirche Notre-Dame (Lage)     | PM52000589    | Classé       | 1970           |                |
| Bank                                                   | Holz, Anfang des 18. Jahrhunderts | in der Kirche Notre-Dame (Lage)     | PM52000595    | Classé       | 1977           |                |
| Chorschranke                                           | Holz, 15. Jahrhundert | in der Kapelle Ste-Anne (Lage)      | PM52000597    | Classé       | 1909           |                |
| Drei Epitaphe                                          | Holz, bemalt und vergoldet, 17. Jahrhundert | in der Kapelle Ste-Anne (Lage)      | PM52000601    | Classé       | 1971           |                |
| Truhe                                                  | Schmiedeeisen, 17. Jahrhundert | im Hôpital Sainte-Croix (Lage)      | PM52000602    | Classé       | 1903           |                |
| Gemälde Porträt von Charles de Lorraine-Guise          | Ölfarbe auf Leinwand, zweite Hälfte des 16. Jahrhunderts | im Hôpital Sainte-Croix (Lage)      | PM52000603    | Classé       | 1958           |                |
| Weihwasserbecken mit Darstellung der Leidenswerkzeuge  | Kupfer, erste Hälfte des 18. Jahrhunderts | im Hôpital Sainte-Croix (Lage)      | PM52000606    | Classé       | 1975           |                |
| Arzneiflasche                                          | Glas, 17. Jahrhundert | im Hôpital Sainte-Croix (Lage)      | PM52000607    | Classé       | 1975           |                |
| Arzneiflasche für Eau de pav…                          | Glas, 17. Jahrhundert | im Hôpital Sainte-Croix (Lage)      | PM52000612    | Classé       | 1975           |                |
| Wandteppich Josua erschlägt die Könige der Amoriter    | Tapisserie, 17. Jahrhundert | im Hôtel de Ville (Lage)            | PM52000625    | Classé       | 1938           |                |
| Gemälde Porträt von Henri I. de Lorraine, duc de Guise | Ölfarbe auf Leinwand, spätes 16. Jahrhundert | im Hôtel de Ville (Lage)            | PM52000626    | Classé       | 1957           |                |
| Zwei Altarvasen                                        | Porzellan. Mitte des 19. Jahrhunderts | in der Kirche Notre-Dame (Lage)     | PM52001408    | Classé       | 1985           |                |
| Lesepult                                               | Holz, Anfang des 16. Jahrhunderts | in der Kirche Notre-Dame (Lage)     | PM52001410    | Classé       | 1985           |                |
| Reliquienbüste einer Heiligen                          | Holz, farbig gefasst, 16. Jahrhundert | in der Kirche Notre-Dame (Lage)     | PM52001785    | Inscrit      | 1974           |                |
| Zwei Blumenvasen                                       | Porzellan, bemalt und vergoldet, Mitte des 19. Jahrhunderts | in der Kirche Notre-Dame (Lage)     | PM52001786    | Inscrit      | 1985           |                |
| Gemälde Kavaliersperspektive von Joinville             | Ölfarbe auf Leinwand, bezeichnet 1639 | im Hôtel de Ville (Lage)            | PM52001470    | Classé       | 2007           |                |
| Opferstock                                             | Gusseisen, Mitte des 19. Jahrhunderts | in der Kirche Notre-Dame (Lage)     | PM52001409    | Classé       | 1985           |                |
| Skulpturengruppe Beweinung Christi                     | Alabaster, 16. Jahrhundert | in der Kirche Notre-Dame (Lage)     | PM52000569    | Classé       | 1907           |                |
| Weihwassereimer                                        | Bronze, 15. Jahrhundert; 1981 gestohlen | in der Kirche Notre-Dame (Lage)     | PM52000572    | Classé       | 1911           |                |
| Teppich                                                | Wolle, um 1800 | in der Kirche Notre-Dame (Lage)     | PM52000575    | Classé       | 1938           |                |
| Gemälde Heilige Barbara                                | Ölfarbe auf Leinwand, 17. Jahrhundert | in der Kirche Notre-Dame (Lage)     | PM52000584    | Classé       | 1970           |                |
| Abschrankung des Chorraums und der Seitenkapellen      | Schmiedeeisen, 1841 | in der Kirche Notre-Dame (Lage)     | PM52000594    | Classé       | 1975           |                |
| Passionsretabel                                        | Holz, 15. Jahrhundert; 1981 gestohlen | in der Kirche Notre-Dame (Lage)     | PM52000596    | Classé       | 1979           |                |
| Arzneiflasche für Eau d’arquebusade                    | Glas, 17. Jahrhundert | im Hôpital Sainte-Croix (Lage)      | PM52000610    | Classé       | 1975           |                |
| Arzneiflasche für … d’arquebusade                      | Glas, 17. Jahrhundert | im Hôpital Sainte-Croix (Lage)      | PM52000611    | Classé       | 1975           |                |
| Schale                                                 | Zinn, 18. Jahrhundert | im Hôpital Sainte-Croix (Lage)      | PM52000614    | Classé       | 1975           |                |
| Zwei Aderlassschalen                                   | Zinn, 18. Jahrhundert | im Hôpital Sainte-Croix (Lage)      | PM52000615    | Classé       | 1975           |                |
| Aderlassschale (2)                                     | Zinn, gemarkt 1697 | im Hôpital Sainte-Croix (Lage)      | PM52000617    | Classé       | 1975           |                |
| Gemälde Porträt eies Sohn von Claude de Lorraine       | Ölfarbe auf Leinwand, 16. Jahrhundert | im Hôtel de Ville (Lage)            | PM52000629    | Classé       | 1957           |                |
| Gemälde Porträt von François de Guise                  | Ölfarbe auf Leinwand, zweite Hälfte des 16. Jahrhunderts | im Hôtel de Ville (Lage)            | PM52000630    | Classé       | 1970           |                |
| Skulptur Heiliger Laurentius mit Stifterin             | Stein, um 1500 | im Hôtel de Ville (Lage)            | PM52000631    | Classé       | 1970           |                |
| Epitaph für Marie Huin und Jean Fisseux                | Stein, farbig gefasst, bezeichnet 1580 und 1636 | in der Kapelle Ste-Anne (Lage)      | PM52000635    | Classé       | 1984           |                |
| Epitaph für Pierre Fisseux und Jeanne Noirot           | Stein, farbig gefasst, bezeichnet 1585 und 1592 | in der Kapelle Ste-Anne (Lage)      | PM52000636    | Classé       | 1984           |                |
| Epitaph für Catherine Lesain                           | Stein, farbig gefasst, bezeichnet 1592 | in der Kapelle Ste-Anne (Lage)      | PM52000637    | Classé       | 1984           |                |
| Zwei Brokatstickereien                                 | Seide, Wolle, um 1600 | in der Kirche Notre-Dame (Lage)     | PM52001787    | Inscrit      | 1992           |                |
| Gemälde Heiliger Karl Borromäus                        | Ölfarbe auf Leinwand, erste Hälfte des 17. Jahrhunderts | im Hôpital Sainte-Croix (Lage)      | PM52001788    | Inscrit      | 1976           |                |
| Grablegungsgruppe                                      | Stein, um 1567 | in der Kirche Notre-Dame (Lage)     | PM52000567    | Classé       | 1903           | weitere Bilder |
| Liturgische Gewänder                                   | eine Kasel, zwei Dalmatiken und drei Pluvialen; Seide, bestickt, 17. Jahrhundert | in der Kirche Notre-Dame (Lage)     | PM52000568    | Classé       | 1904           |                |
| Gemälde Vision des heiligen Hubertus                   | Ölfarbe auf Leinwand, Anfang des 17. Jahrhunderts | in der Kirche Notre-Dame (Lage)     | PM52000577    | Classé       | 1957           |                |
| Skulptur Heiliger Bartholomäus                         | Holz, Ende des 15. Jahrhunderts | in der Kirche Notre-Dame (Lage)     | PM52000581    | Classé       | 1961           |                |
| Beichtstuhl                                            | Holz, 18. und 19. Jahrhundert | in der Kirche Notre-Dame (Lage)     | PM52000591    | Classé       | 1970           |                |
| Skulptur Ecce Homo                                     | Holz, farbig gefasst, 16. Jahrhundert | in der Kapelle Ste-Anne (Lage)      | PM52000599    | Classé       | 1911           |                |
| Drei Aderlassschalen                                   | Zinn, gemarkt 1691 | im Hôpital Sainte-Croix (Lage)      | PM52000618    | Classé       | 1975           |                |
| Zehn Kannen                                            | Zinn, gemarkt 1756 | im Hôpital Sainte-Croix (Lage)      | PM52000620    | Classé       | 1975           |                |
| Gemälde Madonna mit Kind und zwei musizierenden Putti  | Ölfarbe auf Holz, 16. Jahrhundert | im Hôpital Sainte-Croix (Lage)      | PM52000622    | Classé       | 1975           |                |
| Zwei Skulpturen: Mäßigung und Gerechtigkeit            | Marmor, 16. Jahrhundert | im Hôtel de Ville (Lage)            | PM52000623    | Classé       | 1894           |                |
| Vier Zierkrüge mit dem Stadtwappen                     | Zinn, 17. Jahrhundert | im Hôtel de Ville (Lage)            | PM52000624    | Classé       | 1903           |                |
| Skulptur Heiliger Claudius                             | Holz, farbig gefasst und vergoldet, 18. Jahrhundert | im Hôtel de Ville (Lage)            | PM52000632    | Classé       | 1971           |                |
| Epitaph für Louis-François Patot                       | Stein, farbig gefasst, bezeichnet 1765 | in der Kapelle Ste-Anne (Lage)      | PM52000639    | Classé       | 1984           |                |
| Grabdenkmal für Gervais Hanin                          | Marmor, bezeichnet 1852 | in der Kapelle Ste-Anne (Lage)      | PM52000640    | Classé       | 1984           |                |
| Reliquiar für den Gürtel des heiligen Josef            | Messing, vergoldet, email, 19. Jahrhundert | in der Kirche Notre-Dame (Lage)     | PM52000641    | Classé       | 1984           | weitere Bilder |
| Gemälde Das Jesuskind krönt den heiligen Josef         | Ölfarbe auf Leinwand, erste Hälfte des 17. Jahrhunderts | im Hôpital Sainte-Croix (Lage)      | PM52001790    | Classé       | 1976           |                |
| Zeichnung Kavaliesperspektive von Joinville (1)        | Tusche und Aquarellfarbe auf Papier, 1750 | im Hôtel de Ville (Lage)            | PM52001471    | Classé       | 2007           |                |
| Zeichnung Kavaliesperspektive von Joinville (2)        | Tusche und Aquarellfarbe auf Papier, 1789 | im Hôtel de Ville (Lage)            | PM52001472    | Classé       | 2007           |                |